# Regenerative Nachverbrennung
Die regenerative Nachverbrennung (RNV) oder regenerative thermische Oxidation (englisch regenerative thermal oxidation, RTO) ist ein Verfahren zur thermischen Abgasreinigung. Sie wird bevorzugt zur Minderung von Kohlenwasserstoffemissionen eingesetzt. Kennzeichnend für das Verfahren ist, dass kein stationärer Zustand erreicht wird. Die regenerative Nachverbrennung wurde 1972 in den Vereinigten Staaten eingeführt.

## Grundlagen
Zur Minderung von Kohlenwasserstoffemissionen wird das beladene Abgas in einem Brennraum verbrannt. Ein Brenner wird zum Aufheizen des Brennraums und zur Aufrechterhaltung der notwendigen Betriebstemperatur benötigt. Sofern keine autotherme Verbrennung möglich ist, muss flüssiger oder gasförmiger Brennstoff oder eine Kombination aus beiden dem Abgas zugefügt werden. Eine Zuführung von Verbrennungsluft ist notwendig, wenn das Abgas zu wenig molekularen Sauerstoff enthält.
Bei der regenerativen Nachverbrennung gibt das behandelte Abgas seine Wärme an einen Regenerator ab, der seinerseits das unbehandelte Abgas aufwärmt, was den Energiebedarf zur Verbrennung verringert. Dazu wird der Regenerator abwechselnd von behandeltem und unbehandeltem Abgas durchströmt. Aus diesem Grund ist eine Taktung und eine entsprechende Verschaltung notwendig sowie das Vorhandensein von mindestens zwei Regeneratoren ratsam. Wird noch ein Spülschritt eingelegt, so ist noch ein weiterer Regenerator erforderlich. Für größere Abluftvolumenströme wird in der Regel eine größere Anzahl an Regeneratoren eingesetzt.
Hauptelement eines Regenerators ist eine Wärmespeichermasse. In der Regel sind die Wärmespeichermassen als Wabenkörper ausgelegt. Gegenüber Schüttungen weisen Wabenkörper einen geringeren Druckverlust auf. Die Oxidation der Schadstoffe setzt bereits innerhalb des Regenerators ein, ereignet sich aber größtenteils im Brennraum. In Sonderfällen findet der chemische Umsatz innerhalb des Regenerators statt, sodass auf einen Brennraum verzichtet werden kann.
Eine wichtige Kenngröße der regenerativen Nachverbrennung ist der Ausbrandgrad, der angibt, wie groß der Anteil der vollständig umgesetzten brennbaren Substanzen ist. Er kann im Wesentlichen durch Änderung der Parameter
- Verweilzeit,
- Verbrennungstemperatur,
- Temperaturverteilung,
- Turbulenz und
- Sauerstoffüberschuss

beeinflusst werden.
Eine weitere wichtige Kenngröße zur Bewertung von Verfahren ist der Abgasvorwärmgrad ({\displaystyle \eta _{V}}), der das Verhältnis des übertragenen Enthalpiestroms zur Differenz der Enthalpieströme von behandeltem und unbehandeltem Abgas darstellt:
{\displaystyle \eta _{V}={\frac {\Delta {\dot {H}}_{Ab}}{{\dot {H}}_{Rg,ges}-{\dot {H}}_{Ab}}}}
Nach dem Stand der Technik sind Abgasvorwärmgrade von 95 % möglich. Bei Abgasbeladungen von wenigen Gramm pro Kubikmeter ist das Verfahren autotherm.

## Anwendung
Anlagen zur regenerativen Nachverbrennung werden in verschiedensten Branchen und Betrieben eingesetzt. Dies sind unter anderem:
- Biogasaufbereitungsanlagen[8]
- Deponien[9]
- Druckereien[1]
- Mechanisch-biologische Abfallbehandlungsanlagen[10]
- Räucheranlagen[11]

Je nach Branche und Anbieter wird die regenerative Abgasreinigung auch als „flammenlose regenerative thermische Oxidation“ (FRTO), „thermischregenerative Abgasreinigung“ (TRA), „regenerative Verbrennungsanlage“ (RVA) oder „Thermoreaktor“ angeboten.

## Besonderheiten
Die regenerative Nachverbrennung gilt als Weiterentwicklung der thermischen Nachverbrennung. Mit ihr werden, da Temperaturspitzen vermieden werden können, niedrige Stickstoffoxid-Emissionen erreicht. Sofern siliziumorganische Verbindungen (z. B. Siloxane) im Abgas zu erwarten sind, ist mit Verstopfungen und Verkrustungen des Regenerators zu rechnen.
Da bei der regenerativen Nachverbrennung die Temperatur des behandelten Abgases nur geringfügig höher ist als die des unbehandelten, kann je nach Witterung der Wassergehalt des behandelten Abgases als Kondensatfahne sichtbar werden.